# Église de la Madeleine de Bergerac
L'église de la Madeleine, dédiée à sainte Madeleine, est une église catholique de Bergerac construite en 1843. Elle dépend du diocèse de Périgueux et Sarlat et de la paroisse Saint-Jacques-en-Bergeracois.

## Situation
Dans le Sud du département de la Dordogne, l'église de la Madeleine est implantée à Bergerac, sur la rive gauche de la Dordogne ; elle donne place de la Madeleine, au sud du pont Saint-Jean, sa nef allongée étant enserrée entre les rues Sainte-Marie et Sainte-Marthe.

## Histoire et description
Cette église néo-classique dédiée à sainte Madeleine est construite en 1843 par l'entrepreneur Prévôt, remplaçant une église vétuste démolie pour la construction du nouveau pont Saint-Jean. De plan rectangulaire, elle présente un fronton à la grecque avec un portique tétrastyle de colonnes corinthiennes ; il est surmonté d'un petit clocher carré en belvédère avec trois cloches (do dièse Marie-Madeleine 1843, la Marie-Immaculée 1880, et si Marthe 1880).
La messe dominicale y est célébrée à 9 heures.